# Антонович, Максим Алексеевич
Макси́м Алексе́евич Антоно́вич (27 апреля [9 мая] 1835, Харьковская губерния — 14 ноября 1918, Петроград) — русский литературный критик, публицист и философ

, геолог-любитель.

## Биография
Сын дьяка. Родился 27 апреля (9 мая) 1835 года в Белополье Харьковской губернии. Окончил Ахтырское духовное училище, Харьковскую семинарию (1855) и кандидатом богословия Петербургскую духовную академию (1859).
Занимался репетиторством. В 1862 году вышел из духовного звания и до 1865 года служил в Военном министерстве.
Дебютировал в печати статьёй о книге А. П. Щапова о старообрядцах, написанной совместно с Н. А. Добролюбовым и опубликованной в журнале «Современник». С 1861 года был постоянным сотрудником «Современника». В начале 1860-х годов был близок к организации «Земля и воля». После закрытия журнала «Современник» жил за границей (1866—1868). По возвращении сотрудничал с различными изданиями, занимался переводами.
В 1881 году поступил на службу в правление Либаво-Роменской железной дороги, затем перешёл в Государственный банк.
В 1908 году вышел в отставку в чине действительного статского советника.
Умер 14 ноября 1918 года; похоронен 15 ноября на Волковском кладбище.

как геолог-любитель <…> внес ценный вклад в геологию России. Ему удалось открыть в 1871 г. по берегам Западной Двины тот вторичный слой девонского отложения, который до него был неизвестен.
— «Энциклопедический словарь Брокгауза и Ефрона»

## Литературная деятельность
Статьями в «Современнике»: «Современная философия», «Два типа современных философов», «О гегелевской философии» «Современная физиология и философия» (1861—1862) утвердил свою репутацию идейного преемника Н. Г. Чернышевского.
Некоторое время сотрудничал в «Энциклопедическом словаре» П. Л. Лаврова, вёл в 1863 году отдел политики в газете «Очерки».
После смерти Добролюбова руководил литературно-критическим отделом «Современника», с конца 1862 участвовал в редактировании журнала. Напечатал здесь множество статей: в 1864 году — «Московские Ведомости» и «Голос» (№ 1), «Современные романы» (о «Взбаламученном море» Писемского и «Призраках» Тургенева, № 4), «Летний литературный сезон» (№ 7), в 1865 году — «Добросовестные мыслители и недобросовестные журналисты» (№ 2), «Промахи» (№ 2 и 4), «Современная эстетическая теория» (№ 3), «Лжереалисты» (№ 7), «Надежды и опасения» (№ 8), «Суемудрие дня» (№ 10) и другие. Практически все его статьи (на темы литературы, философии, политики, эстетики) носили полемический и остро-публицистический характер. Наибольшее внимание обращали на себя своей резкостью «Литературные мелочи», которые были подписаны псевдонимом «Посторонний Сатирик» и тянулись в нескольких книжках «Современника» за 1864—1865 годы.
Отрицательно относясь к целому ряду писателей, Антонович особенно нападал на «почвеннические» журналы братьев Достоевских «Время» и «Эпоха», где его главными оппонентами были Ф. М. Достоевский и Н. Н. Страхов.
В статье «Асмодей нашего времени» («Современник», 1862, № 3, март), получившей скандальную известность, Антонович охарактеризовал роман Тургенева «Отцы и дети» как пасквиль на молодое поколение, отказав роману в художественности. Расхождение в оценке романа с Писаревым повело к полемике с журналом «Русское слово» и острой критике Писарева и Зайцева.
После второго цензурного предупреждения, полученного «Современником» за статью Антоновича «Суемудрие „Дня“» (1865, № 10), его статьи в журнале не публиковались.
По возвращении не был принят Н. А. Некрасовым в «Отечественные записки» и отомстил, выпустив вместе с Ю. Г. Жуковским пасквильную брошюру «Материалы для характеристики современной русской литературы. Литературное объяснение с Н. А. Некрасовым» (Санкт-Петербург, 1869). Некрасов здесь обвинялся в лицемерии, вероломстве по отношению к бывшим сотрудникам и в спекуляции на передовых идеях. Прервал на несколько лет критическую деятельность.
Недолго сотрудничал в научно-популярном журнале «Космос». Перевёл «Историю французской революции» Луи Блана (1871), «Физику» Б. Стюарта (1873), «Геологию» А. Гейки (1875), «Физиологию» Фостера (1875) и другие работы по естественным наукам, истории, философии. Для газеты «Тифлисский вестник» в 1875—1878 годах писал корреспонденции «Письма из Петербурга» и «Заметки о журналах».
С конца 1877 года три месяца руководил отделом критики в журнале «Слово». В ряде статей критиковал современную журналистику и литературу за меркантилизм, фразёрство, извращение идеалов В. Г. Белинского.
В начале 1881 года недолго участвовал в журнале «Новое обозрение». В статье «Мистико-аскетический роман» отрицательно отозвался о романе Ф. М. Достоевского «Братья Карамазовы».
После 1881 года много занимался переводами книг по естественным наукам, философии, истории (Л. Блан, А. Гейкид, Т. Гексли, Г.-Ф. Герцберг, В. Грове, Т. Делор, У. Джевонс, К. Бернар, Дж. Локьерн, А. Майер, Г. Роскод, М. Фостер); писал научно-критические статьи и рецензии в журналах «Русская школа», «Русское богатство», «Русская мысль».
В 1898—1916 гг. опубликовал ряд статей с воспоминаниями о Добролюбове, Чернышевском, Некрасове, Лаврове.

## Философские воззрения
В истории русской философии занял место популяризатора материалистических взглядов. Опираясь на Д. Льюиса, Ч. Дарвина, И. М. Сеченова, критиковал идеалистические системы Платона, Гегеля, Канта, Шопенгауэра и их русских последователей — Н. А. Бердяева, С. Н. Булгакова и др.. Был одним из первых дарвинистов в России, пропагандировал дарвинизм в статьях 1860-х годов, выпустил книгу «Чарльз Дарвин и его теория» (СПб., 1896).
Были изданы его: «Избранные статьи. Философия, критика, полемика» (Л.: Художественная литература, 1938. — 583 с.); «Избранные философские сочинения» (М.: Госполитиздат, 1945—372 с.); переиздание: Единство физического и нравственного космоса: избранные философские сочинения / М. А. Антонович. — Изд. 2-е. — М.: URSS, 2010. — 359, [1] с. — (Из наследия мировой философской мысли: история философии). — ISBN 978-5-397-01815-9.